# Julija Belokobyl'skaja
Julija Jur'evna Belokobyl'skaja (in russo Юлия Юрьевна Белокобыльская?; 14 dicembre 1995) è un'ex ginnasta russa.

## Palmarès

### Mondiali
- 1 medaglia:
  - 1 argento (Tokyo 2011 a squadre)

### Europei
- 1 medaglia:
  - 1 bronzo (Berlino 2011 nel corpo libero)